# Ottavio Cabiati
Ottavio Cabiati (Firenze, 25 maggio 1889 – Seregno, 31 ottobre 1956) è stato un architetto e urbanista italiano.

## Biografia

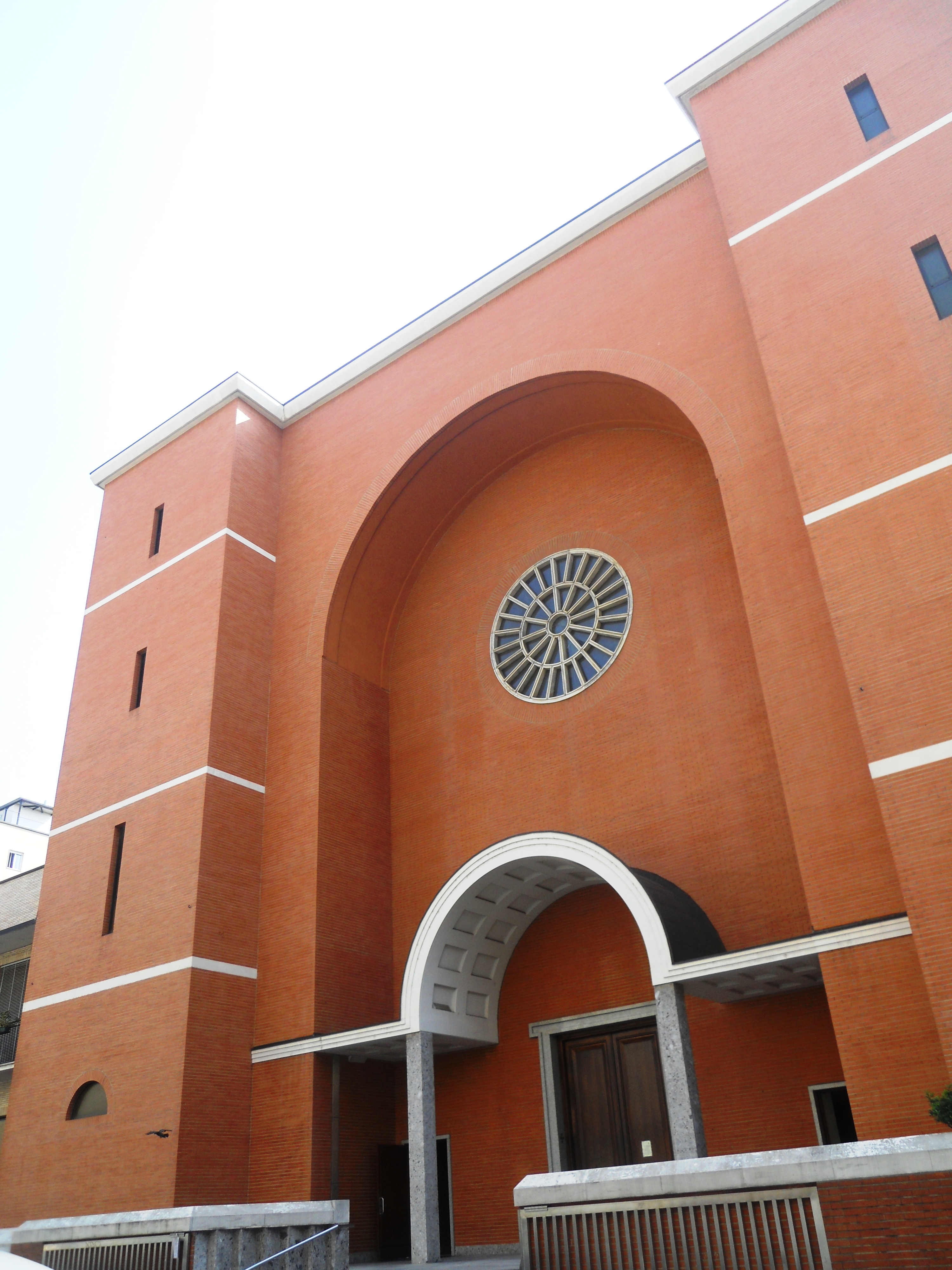
Chiesa dei Santi Silvestro e Martino a Milano, 1937-1972

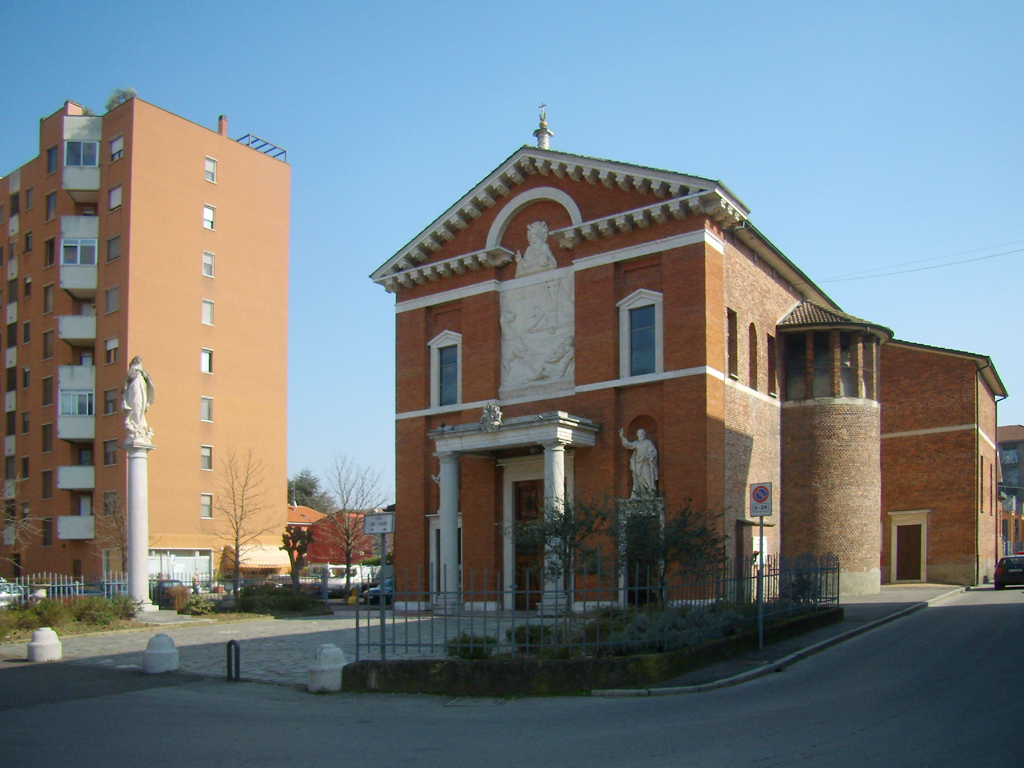
Chiesa dei Santi Pietro e Paolo a San Giuliano Milanese, 1952-1953

Nato a Firenze da famiglia brianzola e rimasto precocemente orfano di padre, trascorse l'infanzia a Seregno e, dopo avere frequentato il Liceo classico a Como, si iscrisse nel 1908 al Regio Istituto Tecnico Superiore di Milano e in seguito all'Accademia di Brera, terminando gli studi nel 1913 presso il Regio Istituto.
Dopo le prime esperienze professionali, partì per combattere nella prima guerra mondiale, e al ritorno, nel 1919, aprì uno studio di architettura a Milano con due suoi ex compagni di studi, Alberto Alpago Novello e Guido Ferrazza.
Le architetture di Cabiati furono improntate allo stile "Novecento", particolarmente diffuso nella Milano dell'epoca. Iniziò anche una fruttuosa attività di urbanista, partecipando nel 1927 con il "Club degli Urbanisti" (De Finetti, Muzio e altri) al concorso per il nuovo piano regolatore di Milano, al quale presentarono il progetto "Forma Urbis Mediolani" che ottenne il secondo premio.
Viene ricordato anche per la sua ricca attività di progettista di architetture ecclesiali, anch'esse condotte nell'ambito del movimento novecentista.
Morì a Seregno a causa di un incidente stradale il 31 ottobre 1956.

## Archivio
L'archivio di Ottaviano Cabiati è conservato presso la Biblioteca capitolare Paolo Angelo Ballerini .La documentazione relativa alla formazione dell'architetto Ottavio Cabiati (1911-13) e all'attività professionale svolta dal 1913 al 1956 nel settore della progettazione architettonica, degli arredi e dell'urbanistica. Il materiale, conservato in cartelle riposte in cassettiere metalliche (cm 144 x 110x 104), è così composto: disegni tecnici su carta da lucido, schizzi a matita e china su carta da lucido, disegni a matita e pastelli policromi su carta da lucido (1700 circa); riproduzioni in eliocopia (140 circa); documenti e carteggi (100 circa); stampe fotografiche (500 circa); negativi di diverso formato (150 circa); negativi in lastre di vetro cm 17 x 23 (100 circa); lastre originali per incisioni (24). Il fondo è comprensivo della biblioteca personale. 
Altri documenti sono conservati nell'Archivio Alpago Novello presso il Centro Studi e Archivio della Comunicazione dell'Università degli Studi di Parma, donato dagli eredi di Alberto Alpago Novello nel 1987.

## Opere principali
- 1915 Cimitero di Seveso
- 1920 Istituto Dante Alighieri, Treviso (con Alberto Alpago-Novello e Guido Ferrazza)
- 1920 Nuova chiesa, Fagarè della Battaglia (con Guido Ferrazza)
- 1921 Scuola Tecnica Comunale, Seregno
- 1921 Interni della Villa Mattia, Caglio
- 1921-1929 Chiesa di San Leonardo e campanile, Moriago della Battaglia (con Alberto Alpago-Novello)
- 1925 Cinema Reale, Milano (con Ambrogio Gadola)
- 1926-1927 Progetto "Forma Urbis Mediolani" per il nuovo piano regolatore di Milano (con Alberto Alpago-Novello, Tomaso Buzzi, Giuseppe de Finetti, Guido Ferrazza, Ambrogio Gadola, Emilio Lancia, Michele Marelli, Alessandro Minali, Giovanni Muzio, Piero Palumbo, Gio Ponti e Ferdinando Reggiori)
- 1927-1929 Sacrario dei caduti in piazza Sant'Ambrogio, Milano (con Giovanni Muzio, Alberto Alpago-Novello, Tomaso Buzzi e Gio Ponti)
- 1927-1932 Chiesa dei Santi Filippo e Giacomo, Giussano
- 1928-1934 Cattedrale di Bengasi (con Guido Ferrazza)
- 1928 Padiglione delle Industrie Casalinghe alla Fiera di Milano (con Alberto Alpago-Novello)
- 1928 Sede della Federazione fascista dei Sindacati Commercianti, Milano (con Alberto Alpago-Novello)
- 1928-1929 Casa Oneto, località Bacezza, Chiavari
- 1930 Casa d'abitazione in via Melzi d'Eril, Milano (con Alessandro Minali, Alberto Alpago-Novello, Marazzi, Guido Ferrazza)
- 1931 Residenza del Governatorato della Cirenaica a Bengasi con Guido Ferrazza
- 1931-1934 Cassa di Risparmio, via Roma, Bengasi (con Alberto Alpago-Novello)
- 1932-1934 Banco di Roma, corso Sicilia e piazza Italia, Tripoli (con Alberto Alpago-Novello)
- 1933 Allestimento della sezione d'arte sacra alla V Triennale, Milano
- 1934-1935 Chiesa di Santo Stefano, Birone
- 1934-1936 Chiesa del Sacro Volto, Milano
- 1937-1946 Chiesa dei Santi Nazaro e Celso, Verano Brianza
- 1938 Cinema Smeraldo, Milano (con Alessandro Rimini)
- 1940 Allestimento della sezione d'arte sacra alla VII Triennale, Milano
- 1941-1946 Chiesa di San Martino, Grezzago
- 1942 Chiesa di Santa Maria Nascente di Cabiate
- 1952-1953 Chiesa dei Santi Pietro e Paolo a San Giuliano Milanese[3]